# 両性の合意
両性の合意（りょうせいのごうい、英:the mutual consent of both sexes）は、日本国憲法第24条で規定された、婚姻の原則である。

## 概要
憲法のこの規定は、ヴァイマル憲法の第119条（婚姻・家族・母性の保護）を部分を参考に、1940年代の中でキリスト教的な価値観の上での男女平等を目指したGHQ（連合国軍最高司令官総司令部）の意向が強く働いている。
「両性の合意」の英語原文は「the mutual consent of both sexes」である。大日本帝国憲法下やそれ以前には、婚姻には家長の同意が必要とされ、特に格式の高い家柄では、血統存続を目的として、当人ら同士ではなく、親が婚姻相手を決めてしまう場合がほとんどだった。このように結婚に関して、非家長の男性、特に女性の同意が無いのに結婚となるケースがかなり起きてきた。そのため新憲法では、男と女は自由に恋愛し、双方の合意がある場合のみ結婚できて、法律上の権利は夫婦（spouse）対等という条文として盛り込まれた。親の強制ではなく、相互の合意にもとづき、かつ家長（一部のレアな女性家長のケースを除き、基本的に男性家長）の支配ではなく、両性の合意にもとづくべき婚姻と家庭が法の保護を受けるとした。「the mutual consent of both sexes」という表現にした理由は、「男女」という後か先かがある表現を避けるためであった。

## キリスト教や憲法改正との関係
「両性」との文言があることから、日本国憲法24条では「男女」間の婚姻のみが想定されているとの学説が主流となっている。それを補強する背景として、新日本国の憲法案を書いた、20世紀の敬虔なキリスト教徒であるアメリカ人（当時）の感覚では、「男女」という男か女のどちらかに後か先が生まれてしまう表現を避けるために生み出した表現であり、異端と考えていた同性愛者同士の結婚は想定してなかった。
日本国憲法自体が、男女平等の概念を含むなど、草案が書かれた戦後直後時点に存在した憲法では最も民主的な内容であり、制定後に世界の自由民主主義諸国に強い影響を与えたドイツ国のヴァイマル憲法（1919年8月14日公布・施行）を参考にされているが、特に日本国憲法24条は同憲法の第119条が参考にされている。ヴァイマル憲法第2章「共同生活」「第119 条〔婚姻・家族・母性の保護〕において、①婚姻は、家庭生活及び民族の維持・増殖の基礎として、憲法の特別の保護を受ける。婚姻は、両性の同権を基礎とする。②家族の清潔を保持し、これを健全にし、これを社会的に助成することは、国及び市町村の任務である。子どもの多い家庭は、それにふさわしい扶助を請求する権利を有する。③母性は、国の保護と配慮とを求める権利を有する。第120条〔子どもの教育〕子を肉体的、精神的及び社会的に有能な者になるように教育することは、両親の最高の義務であり、かつ自然の権利であって、この権利・義務の実行については、国家共同社会がこれを監督する。」と規定されている。
日本でも、一部の政党は同性結婚の導入を政策集に含めているものの、憲法改正で「両性」の部分を解決しようと目指す立場をとる国政政党は存在していない。